# Joan Cornudella
Joan Cornudella i Barberà (Borjas Blancas, 3 de noviembre de 1904 – Barcelona, 26 de marzo de 1985) fue un político nacionalista que ejerció como secretario general de Estat Català, también fue uno de los fundadores del Front Nacional de Catalunya. Tras la guerra civil vivió unos años en el exilio en Francia. Con el regreso de la democracia a España se presentó a las elecciones con Pacte Democràtic per Catalunya antes de acabar su vida política como diputado socialista durante dos legislaturas en el Parlament de Catalunya. Es el padre del también político y empresario Joan Cornudella i Feixa.

## Biografía
Nació en Borjas Blancas el 3 de noviembre de 1904.
En 1921 se trasladó a Barcelona y, a través de los hermanos Miquel Badia i Capell y Josep Badia i Capell, se hizo miembro de Estat Català en 1936, organización en la que se convertiría en Secretario General. Al finalizar la Guerra Civil marchó al exilio en 1939, contribuyendo a fundar el Frente Nacional de Cataluña (FNC) como unión de Estat Català y otras fuerzas nacionalistas.
En 1941 regresó clandestinamente a Cataluña, y participó en nombre del FNC en los debates del Consell Nacional de la Democràcia Catalana, una agrupación de partidos políticos opuestos al franquismo. Fue detenido por sus actividades políticas en 1943-1946, nuevamente en 1958 y en 1967. Se licenció en Ciencias Económicas. Partidario de la unificación de las fuerzas socialistas catalanas, en 1978 abandonó el FNC ingresando en el Partit Socialista de Catalunya-Reagrupament y, más tarde, en el Partit dels Socialistes de Catalunya, con el cual fue elegido diputado al Parlamento de Cataluña en 1980 y en 1984.
Falleció el 26 de marzo de 1985.